# Carina Bär

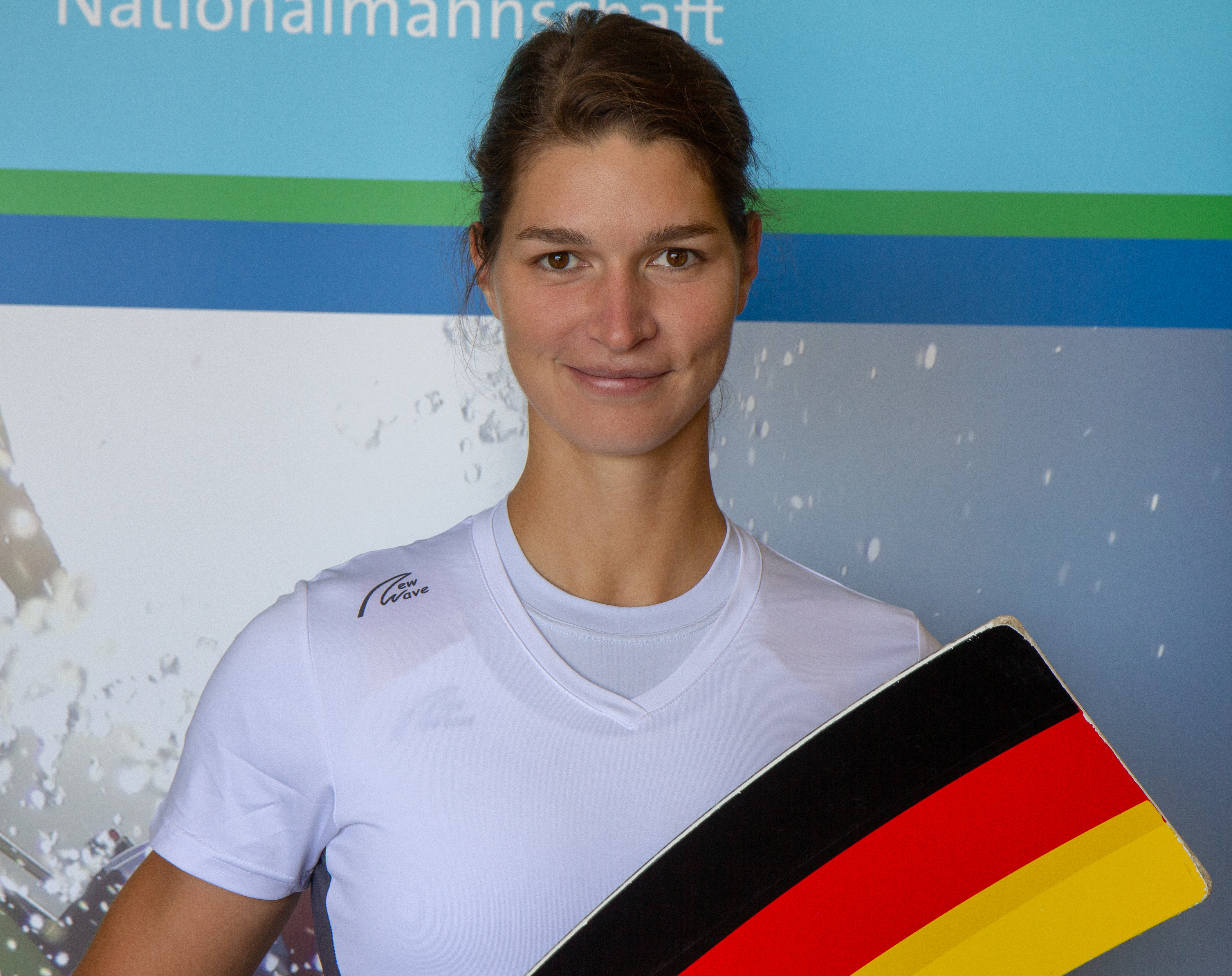
Carina Bär (2018)

Carina Bär (* 23. Januar 1990 in Heilbronn) ist eine ehemalige deutsche Ruderin.

## Karriere
Bär begann 2005 mit dem Rudersport. Bei den Junioren-Weltmeisterschaften 2007 trat sie zusammen mit Julia Lepke im Doppelzweier an, belegte aber aufgrund von Krämpfen auf der zweiten Streckenhälfte nur den fünften Platz. Im folgenden Jahr gewann sie bei den Deutschen Juniorenmeisterschaften im Einer und Doppelvierer und wurde zudem U23-Vizemeisterin im Einer. Bei den Junioren-Weltmeisterschaften in Ottensheim gewann sie in dieser Bootsklasse Gold.
2009 gewann Bär bei den Deutschen U23-Meisterschaften im Einer, bei den U23-Weltmeisterschaften erreichte sie das A-Finale und gewann Bronze. Im Herbst startete sie zusammen mit Lepke bei den Europameisterschaften in Brest, die Mannschaft belegte im Doppelzweier Rang sieben.
2010 wurde Bär Deutsche Vizemeisterin im Einer und wurde daraufhin erstmals im Ruder-Weltcup eingesetzt. In München gewann sie zusammen mit Britta Oppelt, Tina Manker und Stephanie Schiller das A-Finale im Doppelvierer. Beim abschließenden Weltcup in Luzern belegte sie mit Oppelt, Manker und Julia Richter in dieser Bootsklassen den dritten Platz. Mit der gleichen Mannschaft wurde Bär anschließend in Montemor-o-Velho Vize-Europameisterin, bei den Weltmeisterschaften in Neuseeland gewannen sie Bronze. 2011 gewann sie die Silbermedaille im Einer bei der U23-Weltmeisterschaft. Bei den Olympischen Spielen 2012 in London gewann sie gemeinsam mit Britta Oppelt, Annekatrin Thiele und Julia Richter im Doppelvierer die Silbermedaille. Ein Jahr später, bei den Ruder-Weltmeisterschaften 2013 in Chungju, gewannen sie Gold. Thiele und Bär erruderten zusammen mit Lisa Schmidla und Julia Lier auch bei den Weltmeisterschaften 2014 die Goldmedaille. 2015 gewann der deutsche Doppelvierer mit Annekatrin Thiele, Carina Bär, Marie-Cathérine Arnold und Lisa Schmidla den Titel bei den Europameisterschaften, bei den Weltmeisterschaften erhielten sie die Silbermedaille hinter dem US-Doppelvierer. Zum Auftakt der Olympiasaison 2016 verteidigten Thiele, Bär, Arnold und Schmidla den Titel bei den Europameisterschaften in Brandenburg an der Havel. Bei den Olympischen Spielen ruderten Thiele, Bär, Julia Lier und Schmidla im deutschen Doppelvierer und gewannen den Titel vor den Niederländerinnen. Am Ende des Jahres trat sie zurück.
Für ihre sportlichen Erfolge wurde Bär am 1. November 2016 von Bundespräsident Gauck mit dem Silbernen Lorbeerblatt ausgezeichnet.
Bär startete für die Heilbronner RG Schwaben.
Carina Bär ist Ärztin am Universitätsklinikum Heidelberg. Sie engagiert sich als Botschafterin für den gemeinnützigen Verein miteinander, der Projekte für Kinder und Jugendliche unterstützt.

## Internationale Erfolge
- 2007: 5. Platz Junioren-Weltmeisterschaften im Doppelzweier
- 2008: 1. Platz Junioren-Weltmeisterschaften im Einer
- 2009: 3. Platz U23-Weltmeisterschaften im Einer
- 2009: 7. Platz Europameisterschaften im Doppelzweier
- 2010: 2. Platz Europameisterschaften im Doppelvierer
- 2010: 3. Platz Weltmeisterschaften im Doppelvierer
- 2011: 2. Platz U23-Weltmeisterschaften im Einer
- 2011: 7. Platz Weltmeisterschaften im Doppelzweier
- 2012: 2. Platz Olympische Spiele im Doppelvierer
- 2013: 1. Platz Europameisterschaften im Doppelvierer.
- 2013: 1. Platz Weltmeisterschaften im Doppelvierer
- 2014: 1. Platz Weltmeisterschaften im Doppelvierer
- 2015: 1. Platz Europameisterschaften im Doppelvierer
- 2015: 2. Platz Weltmeisterschaften im Doppelvierer
- 2016: 1. Platz Europameisterschaften im Doppelvierer
- 2016: 1. Platz Olympische Spiele im Doppelvierer